# VIII. Noferkaré
VIII. Noferkaré az ókori egyiptomi X. dinasztia második uralkodója volt. Dinasztiája az első átmeneti korban, i. e. 2130 és 2040 közt volt hatalmon; nem tudni, ezen belül Noferkaré pontosan mikor uralkodott.

## Uralkodása
Uralkodói neve, a Noferkaré azt mutatja, hogy az óbirodalom utolsó nagy uralkodója, a VI. dinasztiához tartozó II. Pepi Noferkaré legitim örökösének tekintette magát, hasonlóan a VII. és a VIII. dinasztia memphiszi székhelyű uralkodóihoz. A Noferkaré nevet – uralkodói vagy személynévként – számos uralkodó viselte, bár sorrendjük nem teljesen biztos; amelyik királynak uralkodói és személyneve is fennmaradt, azt gyakran inkább ezen a kettőn hívják számozás helyett (pl. Noferkaré Tereru vagy Noferkaré Hendu).
Noferkarét teljes bizonyossággal csak a torinói királylista említi; korabeli leleteken nem maradt fenn a neve. Nem nagy a valószínűsége, hogy azonos a rejtélyes Kanoferré királlyal, akit Anhtifi nomoszkormányzó sírjában említenek; Kanoferré valószínűleg inkább a IX. dinasztia egyik uralkodójával, VII. Noferkaréval azonos.

## Fordítás
- Ez a szócikk részben vagy egészben  a   Neferkare VIII című angol Wikipédia-szócikk ezen változatának fordításán alapul.  Az eredeti cikk szerkesztőit annak laptörténete sorolja fel. Ez a jelzés csupán a megfogalmazás eredetét és a szerzői jogokat jelzi, nem szolgál a cikkben szereplő információk forrásmegjelöléseként.